# Окмалги (округ)
Округ Окмалги (англ. Okmulgee County) располагается в штате Оклахома, США. Официально образован в 1907 году. По состоянию на 2012 год, численность населения составляла 39 625 человек.

## География
По данным Бюро переписи США, общая площадь округа равняется 1818,182 км2, из которых 1805,232 км2 суша и 12,950 км2 или 0,760 % это водоёмы.

### Соседние округа
- Талса (север)
- Уагонер (северо-восток)
- Маскоги (восток)
- Мак-Интош (юго-восток)
- Окфаски (юго-запад)
- Крик (северо-запад)

## Население
По данным переписи населения 2000 года в округе проживает 39 685 жителей в составе 15 300 домашних хозяйств и 10 694 семей. Плотность населения составляет 22,00 человека на км2. На территории округа насчитывается 17 316 жилых строений, при плотности застройки около 10,00-ти строений на км2. Расовый состав населения: белые — 69,73 %, афроамериканцы — 10,20 %, коренные американцы (индейцы) — 12,85 %, азиаты — 0,19 %, гавайцы — 0,02 %, представители других рас — 0,61 %, представители двух или более рас — 6,40 %. Испаноязычные составляли 1,95 % населения независимо от расы.
В составе 32,00 % из общего числа домашних хозяйств проживают дети в возрасте до 18 лет, 52,80 % домашних хозяйств представляют собой супружеские пары проживающие вместе, 13,10 % домашних хозяйств представляют собой одиноких женщин без супруга, 30,10 % домашних хозяйств не имеют отношения к семьям, 27,10 % домашних хозяйств состоят из одного человека, 12,60 % домашних хозяйств состоят из престарелых (65 лет и старше), проживающих в одиночестве. Средний размер домашнего хозяйства составляет 2,53 человека, и средний размер семьи 3,06 человека.
Возрастной состав округа: 26,90 % моложе 18 лет, 9,50 % от 18 до 24, 25,30 % от 25 до 44, 23,30 % от 45 до 64 и 23,30 % от 65 и старше. Средний возраст жителя округа 37 лет. На каждые 100 женщин приходится 95,20 мужчин. На каждые 100 женщин старше 18 лет приходится 90,80 мужчин.
Средний доход на домохозяйство в округе составлял 27 652 USD, на семью — 33 987 USD. Среднестатистический заработок мужчины был 29 935 USD против 20 861 USD для женщины. Доход на душу населения составлял 14 065 USD. Около 14,90 % семей и 18,90 % общего населения находились ниже черты бедности, в том числе — 24,90 % молодёжи (тех, кому ещё не исполнилось 18 лет) и 15,50 % тех, кому было уже больше 65 лет.